# خاص‌آباد
خاص‌آباد (خاصبان) یکی از روستاهای استان آذربایجان شرقی است که در دهستان شورکات جنوبی بخش ایلخچی شهرستان اسکو واقع شده‌است.این روستا در جاده جزیره اسلامی شهرستان آذرشهر به دریاچه ارومیه واقع شده است.این روستا ۱۲۵۲ نفر جمعیت دارد.